# Паризький трамвай
48°51′08″ пн. ш. 2°19′03″ сх. д. / 48.852194444444° пн. ш. 2.3176111111111° сх. д.
Трамваї Іль -де-Франс (фр. Tramways d'Île-de-France) — мережа сучасних трамвайних ліній у регіоні Іль-де-Франс, Франція. Чотирнадцять ліній на середину 2020-х працюють (враховуючи лінії T3a та T3b як окремі лінії), з розширеннями та додатковими лініями як на стадії будівництва, так і на стадії планування. 
Хоча мережа в основному працює в передмістях Парижа, лінії T3a і T3b проходять повністю в межах міста, а лінії T2 і T9 починають свої маршрути в межах Парижа. 
Хоча лінії працюють незалежно одна від одної та, як правило, не сполучені між собою, деякі пересадки існують: між лініями T2 і T3a (на станції Порт-де-Версаль, з 2009 року), T3a і T3b (на станції Порт-де-Венсен, з 2012 року), T1 і T5 (на станції Марше-де-Сен-Дені, з 2013 року), T1 і T8 (на станції Сен-Дені, з 2014 року), T8 і T11 Express (на двох станціях: Університет Вільтанез і Епіне-сюр-Сен, з 2017 року), T3a і T9 (на станції Порт-де-Шуазі, з 2021 року) і T6 і T10 (шпиталь Беклер, з 2023 року). 
Однак остаточний проект усієї запланованої трамвайної мережі досить інтегрований. (Префікс «T» у номерах трамвайних ліній дозволяє уникнути плутанини з нумерацією ліній паризького метро).
Більшість ліній (за винятком ліній T4, T9, T11 Express і T13 Express) обслуговуються Régie Autonome des Transports Parisiens (RATP), яка також керує паризьким метро та більшістю автобусних перевезень у найближчих передмістях Парижа. 
Крім того, у той час як на більшості ліній використовується звичайний рухомий склад із сталевими колесами, на двох лініях (T5 і T6) використовуються трамваї з гумовими шинами. 
Лінії T4, T11 Express і T13 Express є трамвай-поїздами, які мають спільну колію з магістральними залізницями, і експлуатуються французьким національним залізничним оператором SNCF як частиною його регіональної залізничної мережі Transilien (за винятком лінії T11 Express, яка управляється SNCF як дочірня компанія Transkeo).

## Історія

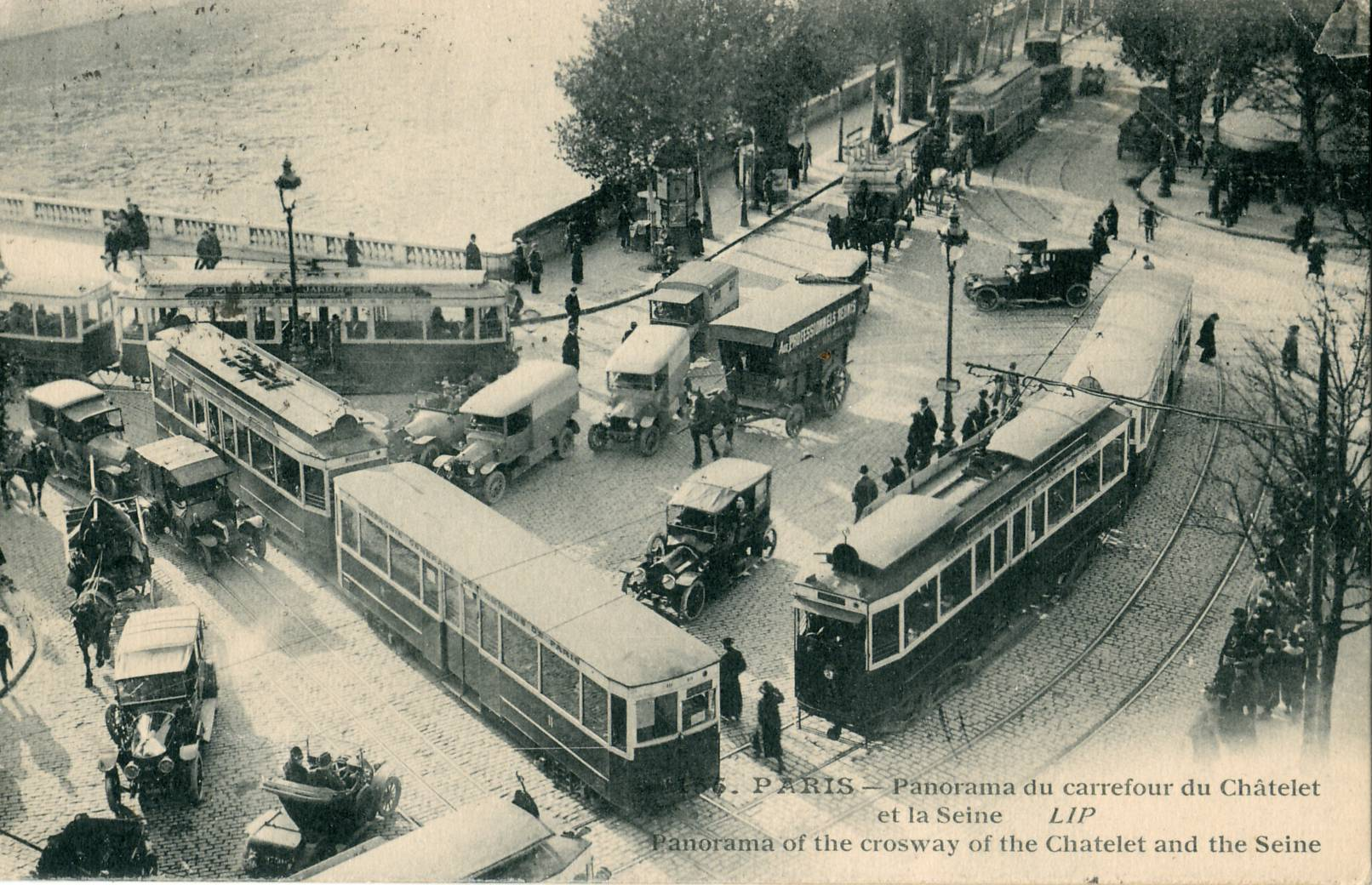
Трамваї колишньої мережі, біля Пон-о-Змін у центрі Парижа

У 1855-1938 рік Париж мав розгалужену трамвайну мережу, що передувала паризькому метро майже на півстоліття. 

У 1925 році довжина мережі становила 1111 км із 122 лініями. 
У 1930-х роках лобі нафтової та автомобільної промисловості чинили тиск на префектуру поліції Парижа, щоб вона прибрала трамвайні колії та звільнила місце для автомобілів. 

Останню з цих трамвайних ліній першого покоління всередині Парижа, що сполучав Порт-де-Сен-Клу з Порт-де-Венсен, закрито в 1937 році, 

останню лінію в усій паризькій агломерації, між Ле-Ренсі та Монфермей — 14 серпня 1938 р. 

Спочатку в паризьких трамваях використовували пар, а пізніше пневматичні двигуни, а потім електрику. 
Бельвільський фунікулер, який працював у  з 1891 по 1924 роки, іноді помилково вважають трамваєм, але насправді він був фунікулером.
Перша з нового покоління трамвайних ліній у Парижі — чинна лінія T1, відкрита в 1992 році, лінія T2 — в 1997 році, лінії T3 і T4 — у 2006 році, лінії T5 і T7 — у 2013 році, T6 і T8 — у 2014 році, T11 Express — у 2017 році, T9 – у 2021 році, T13 Express – у 2022 році, T10 — у 2023 році.

## Лінії

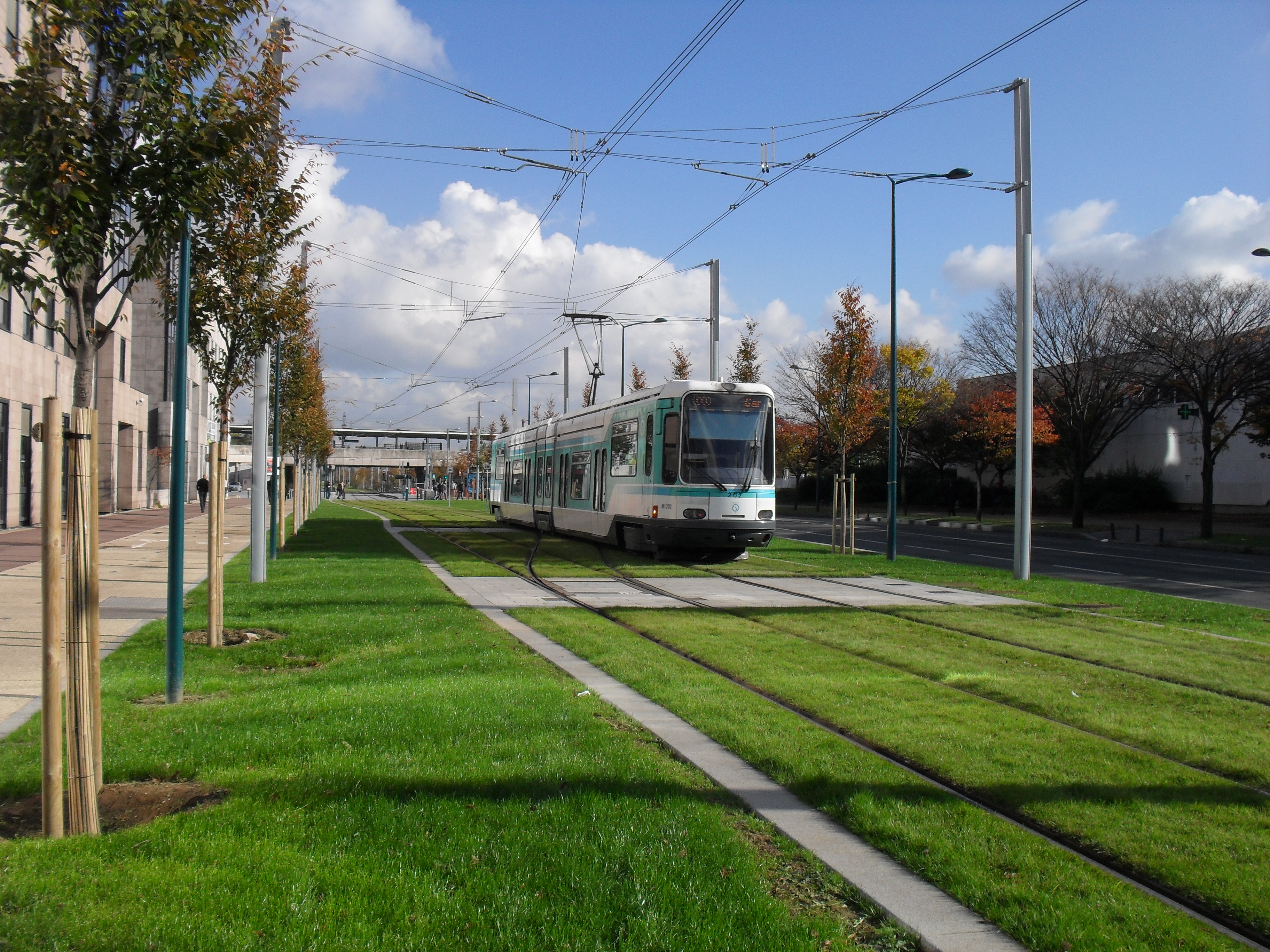
Лінія T1

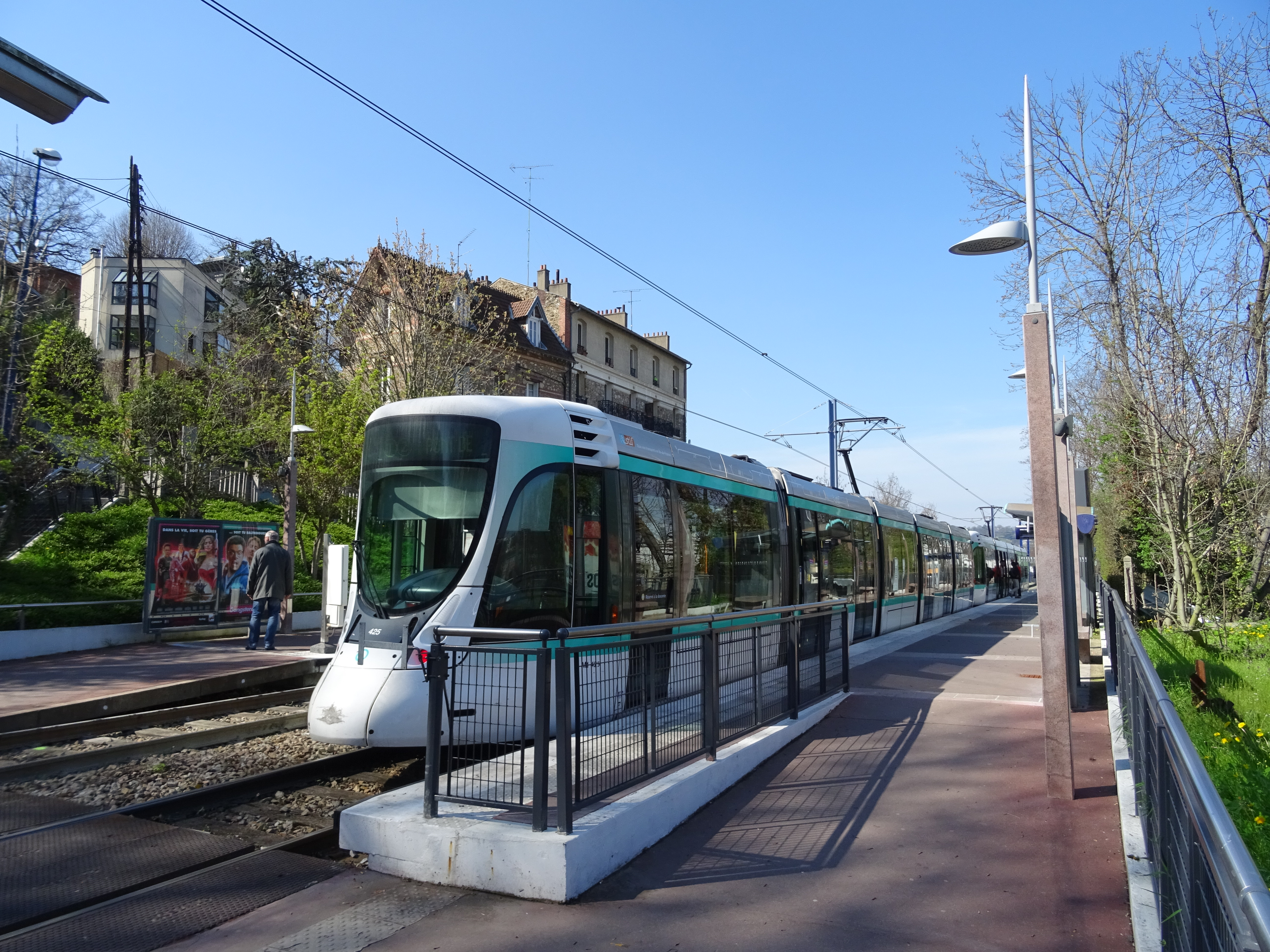
Лінія T2

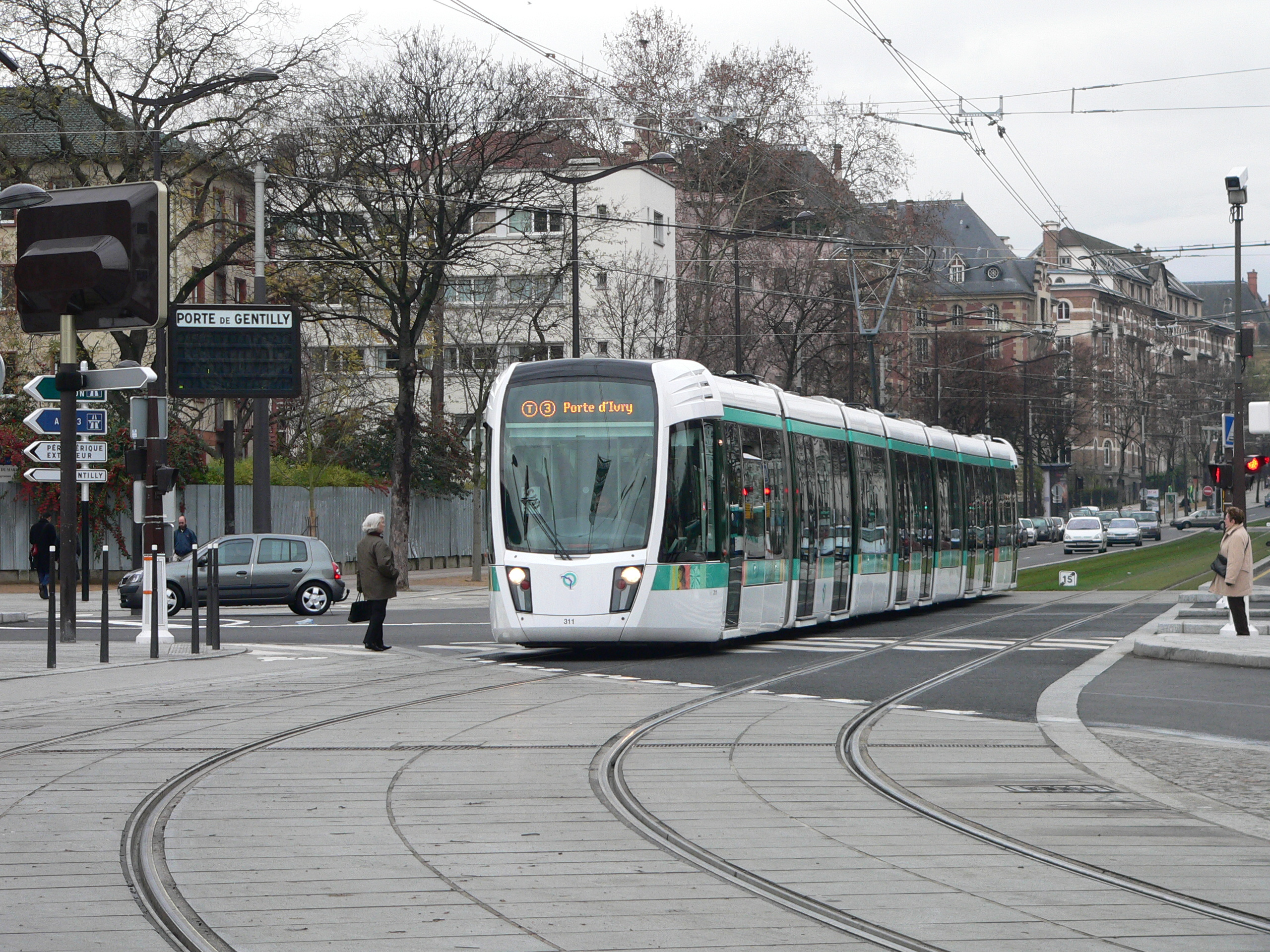
Лінія T3a

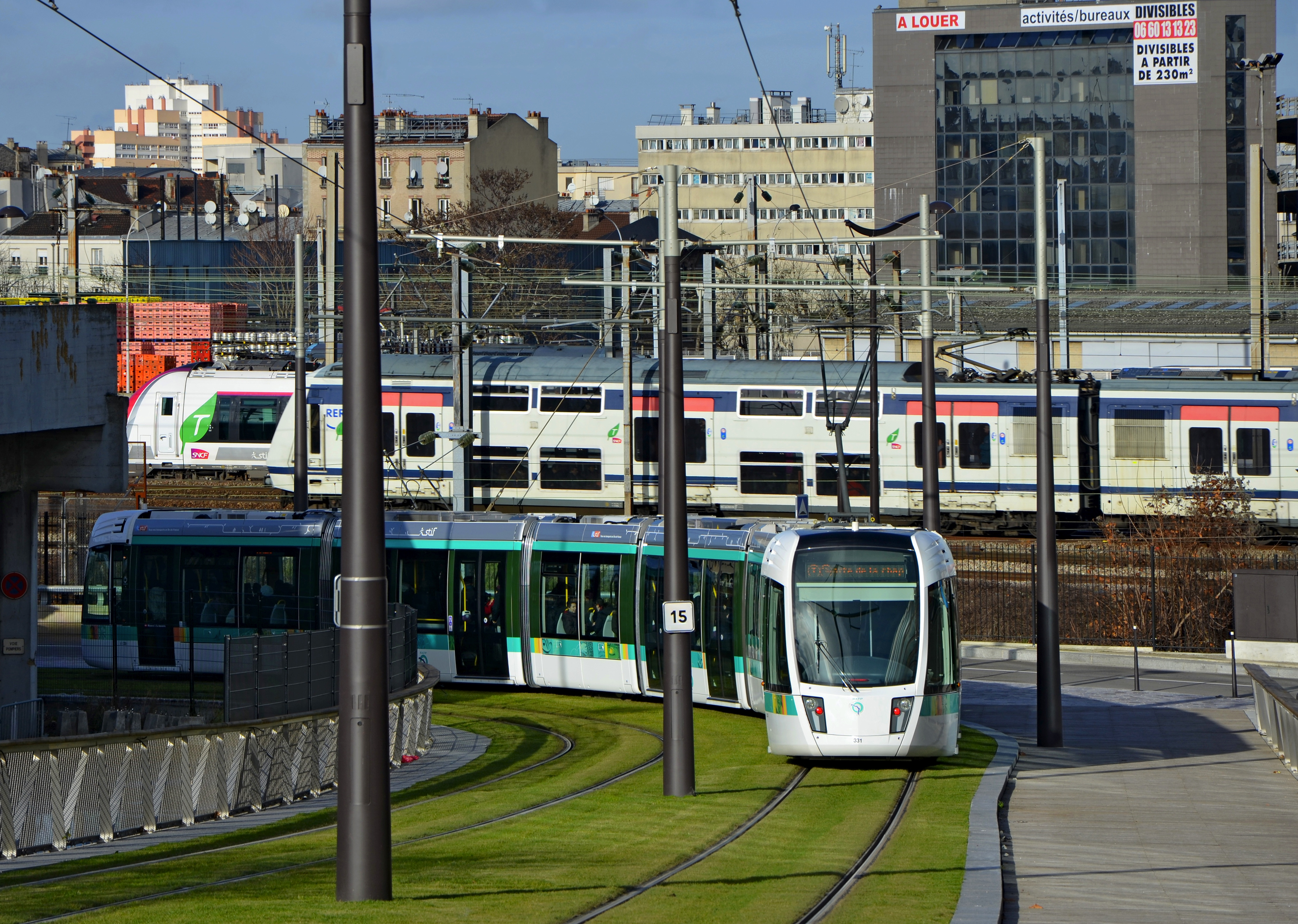
Лінія T3b

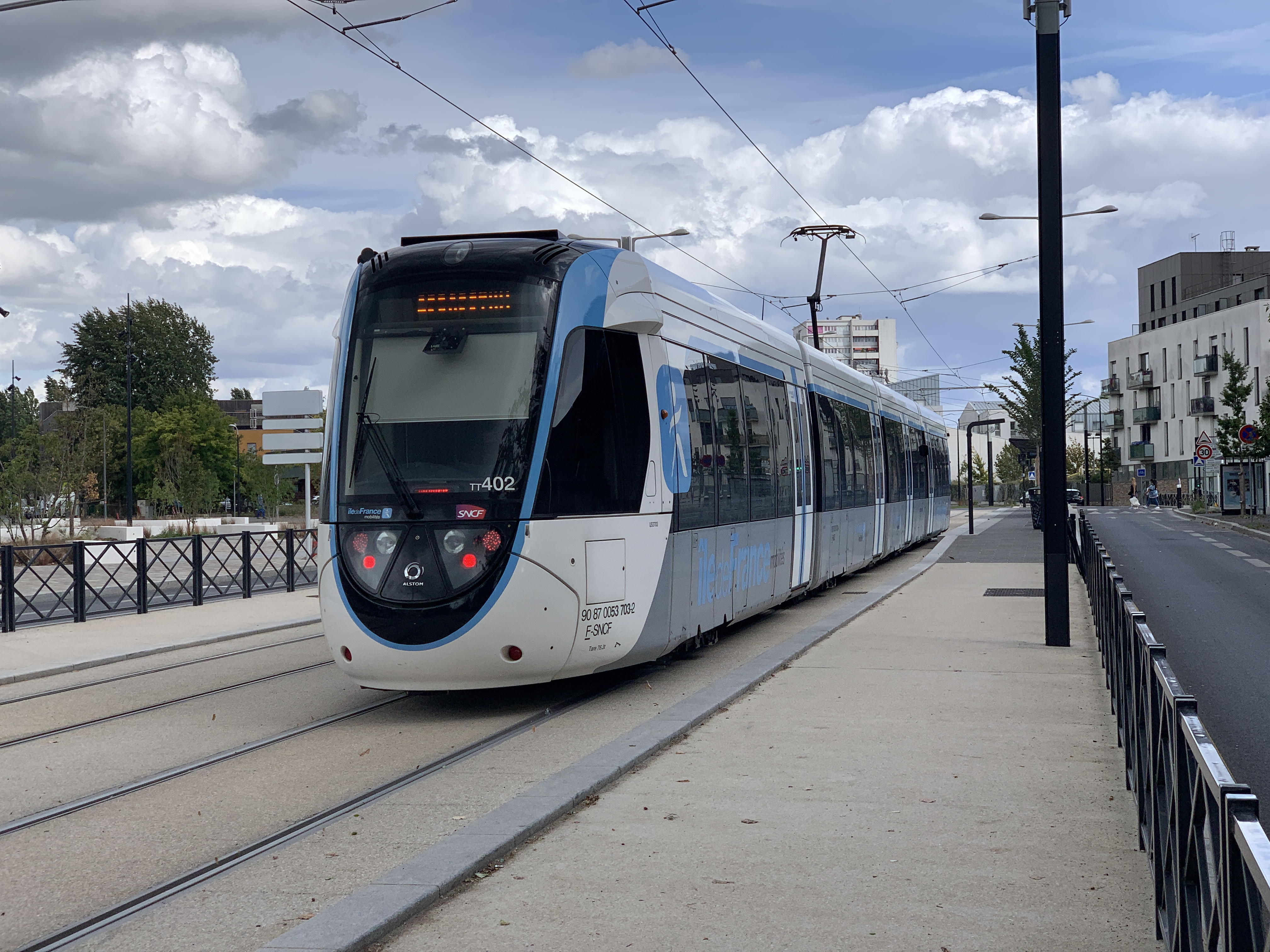
Лінія T4

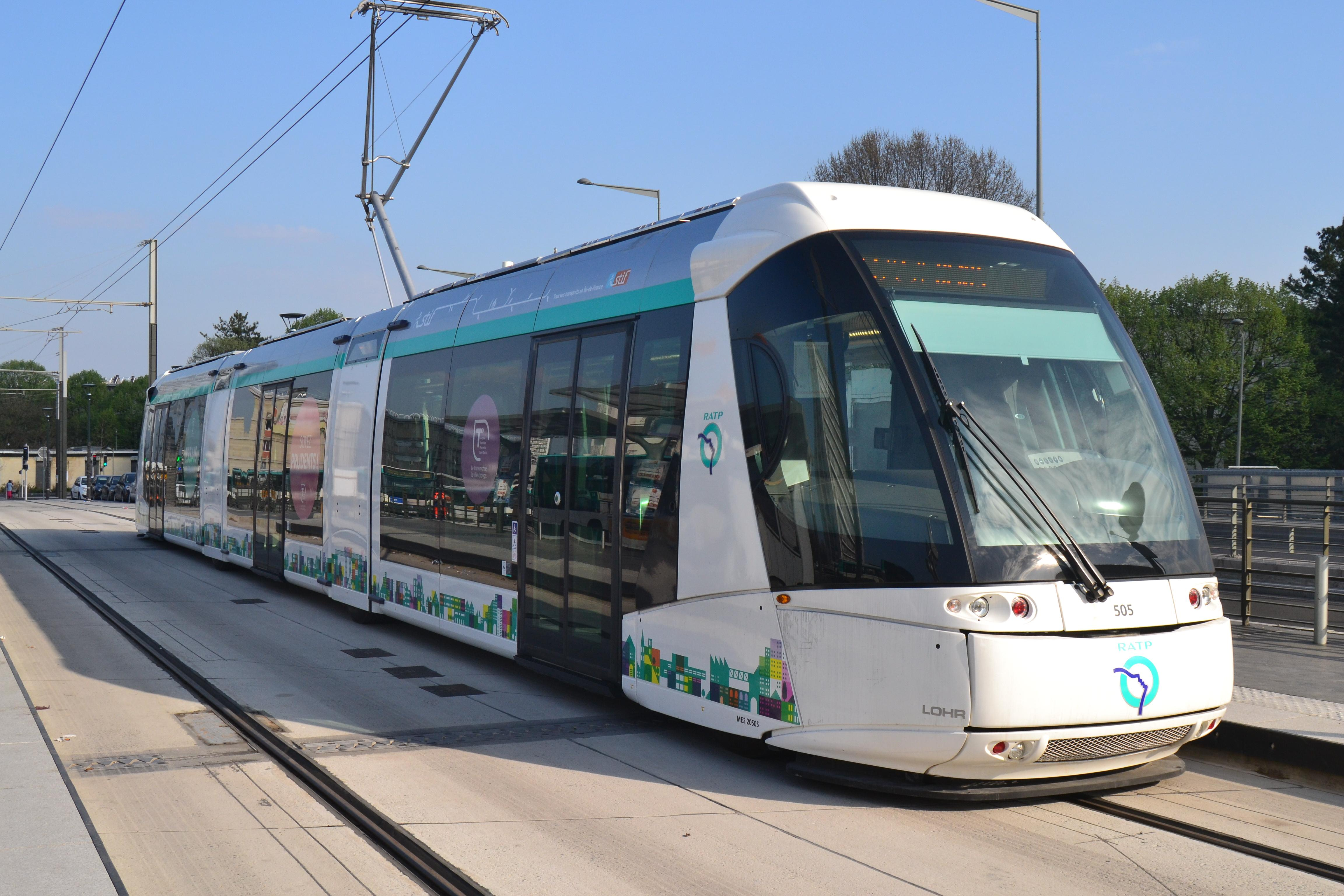
Лінія T5

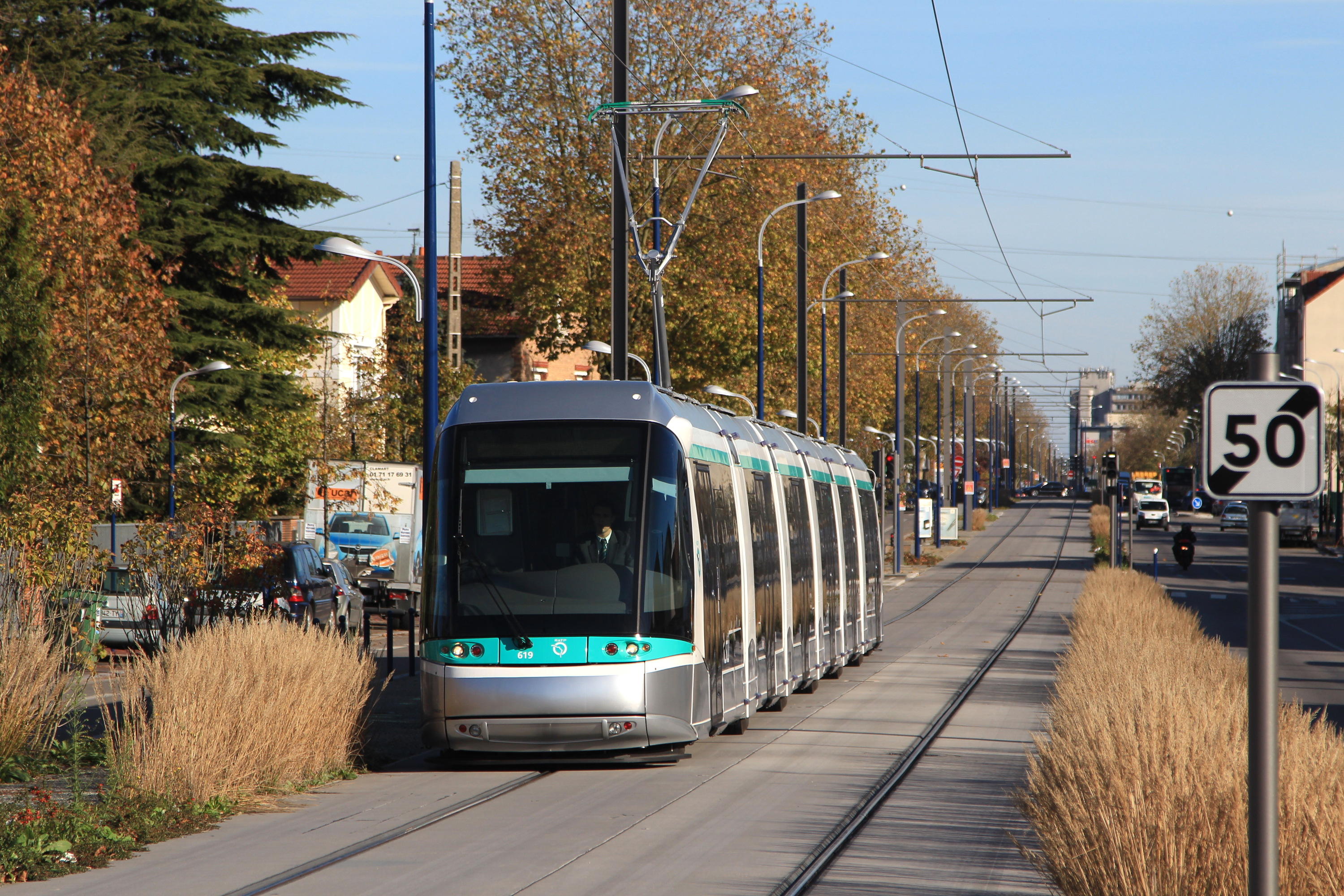
Лінія T6

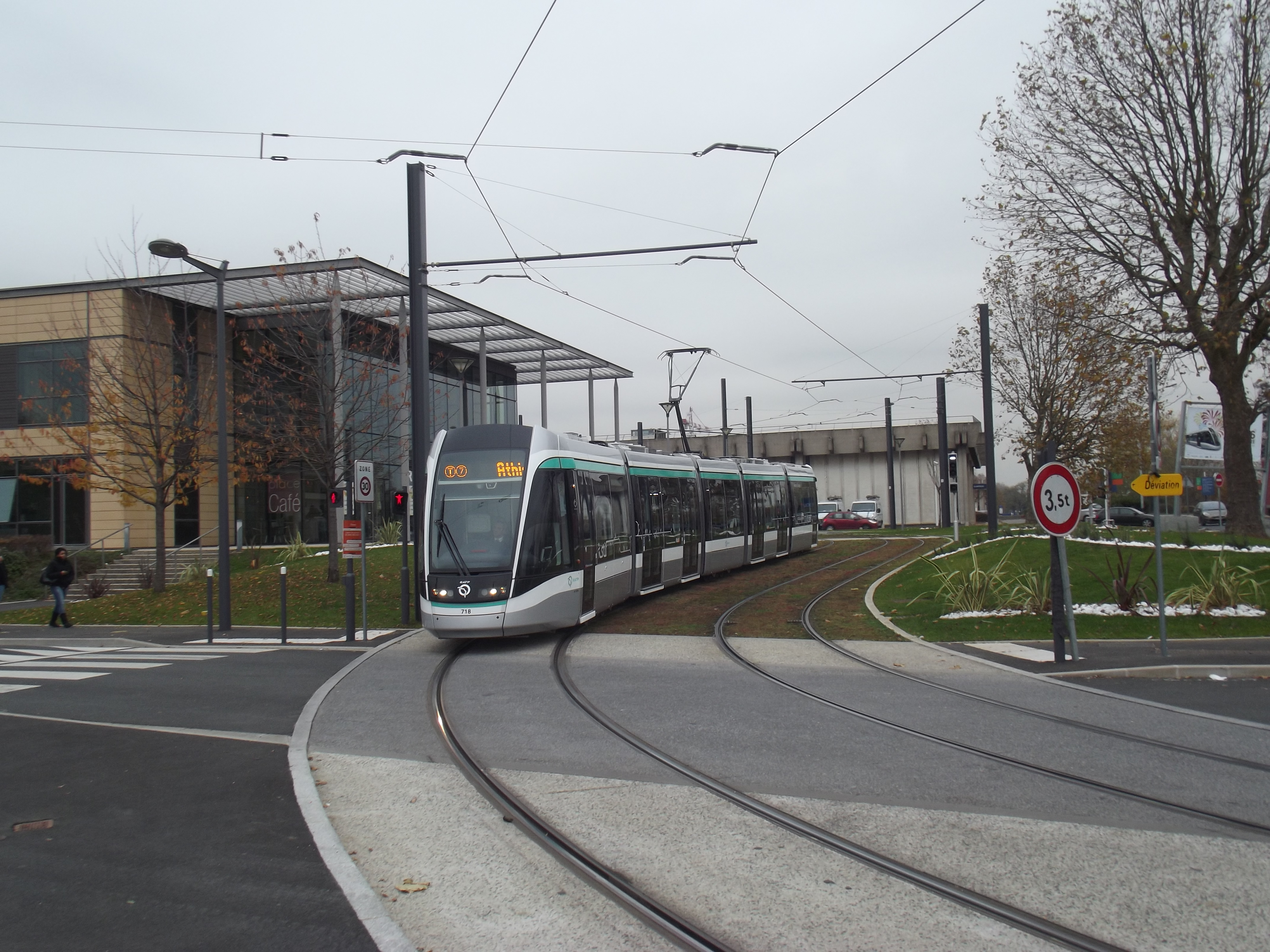
Лінія T7

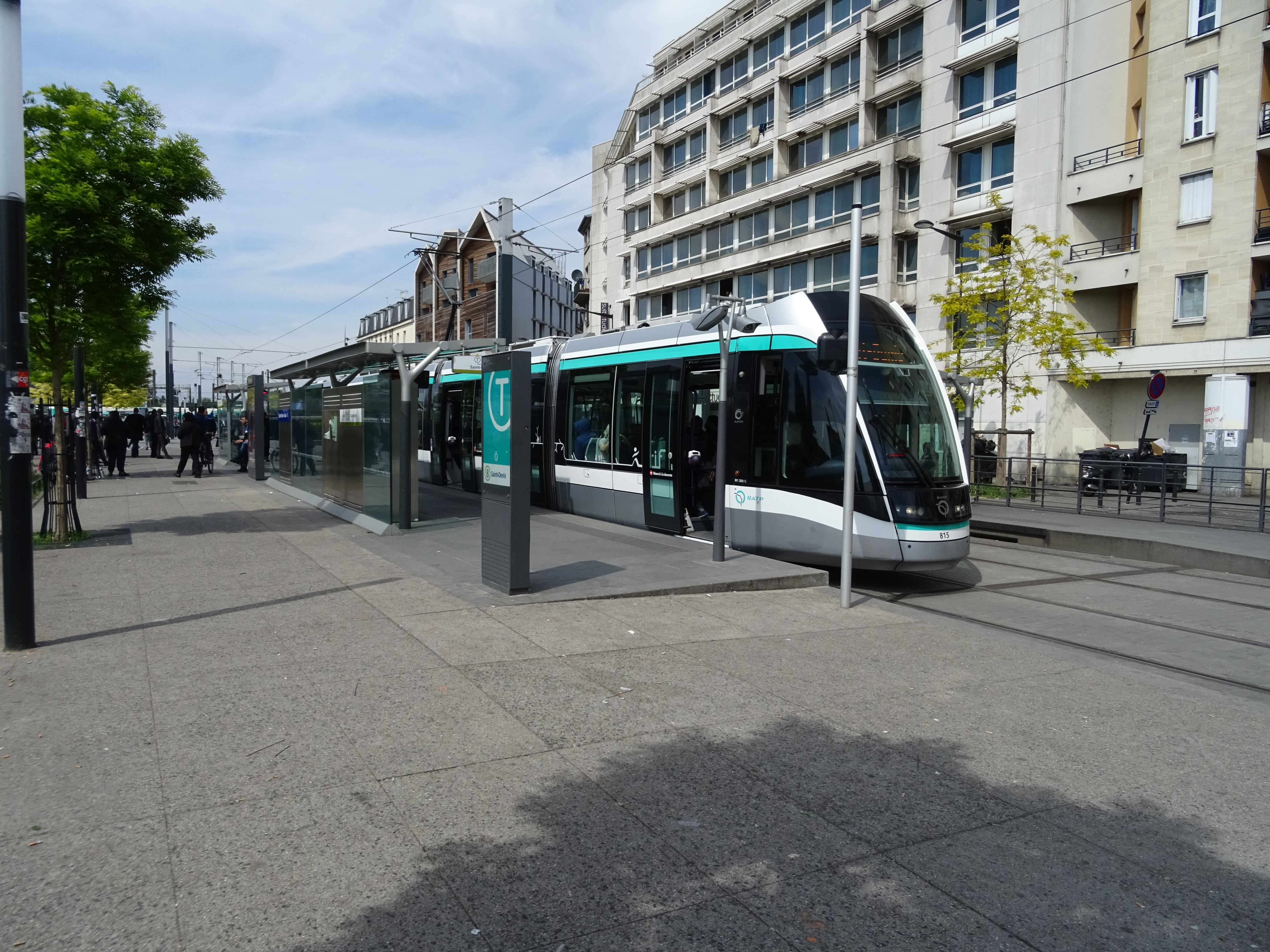
Лінія T8

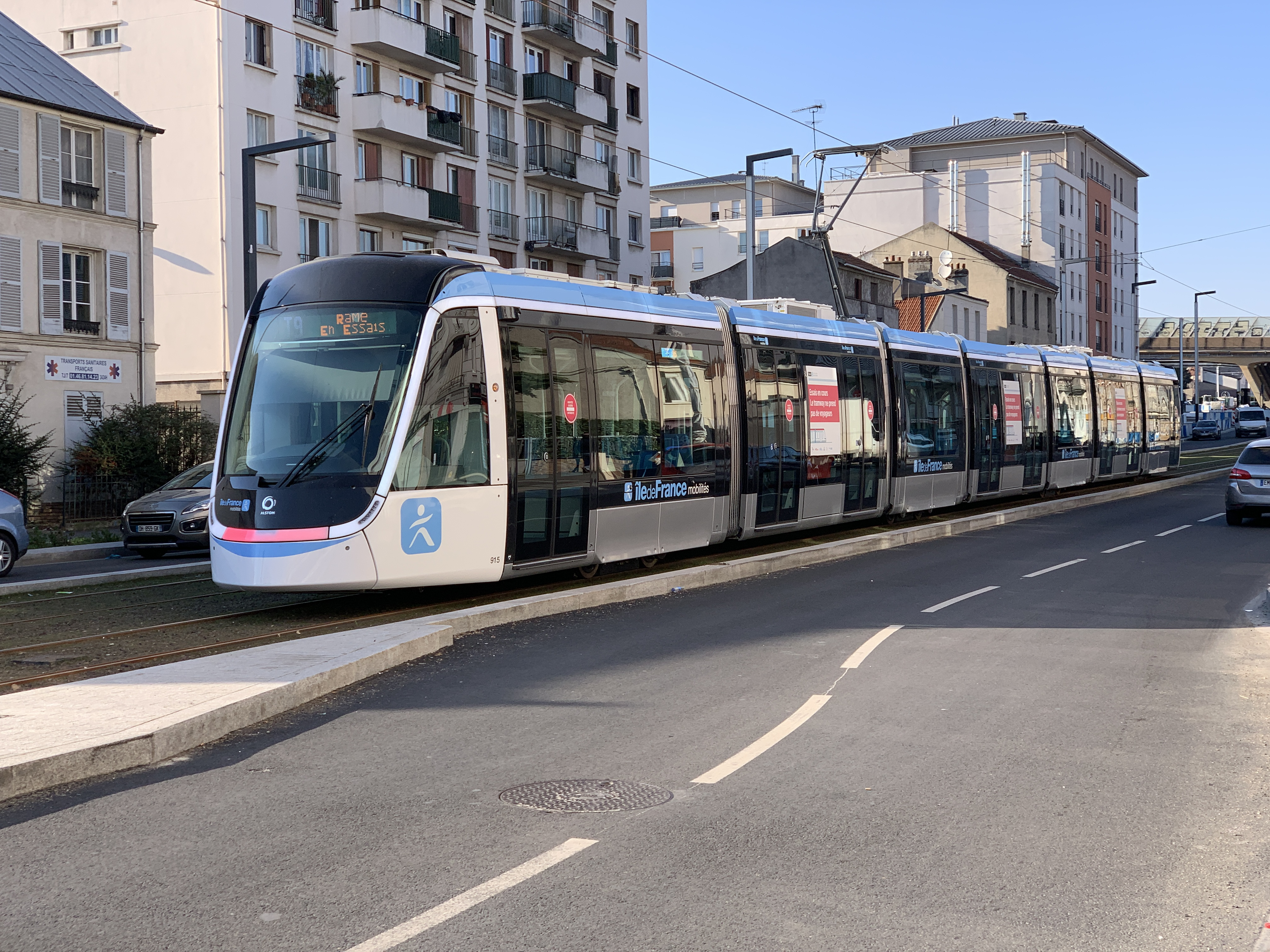
Лінія T9

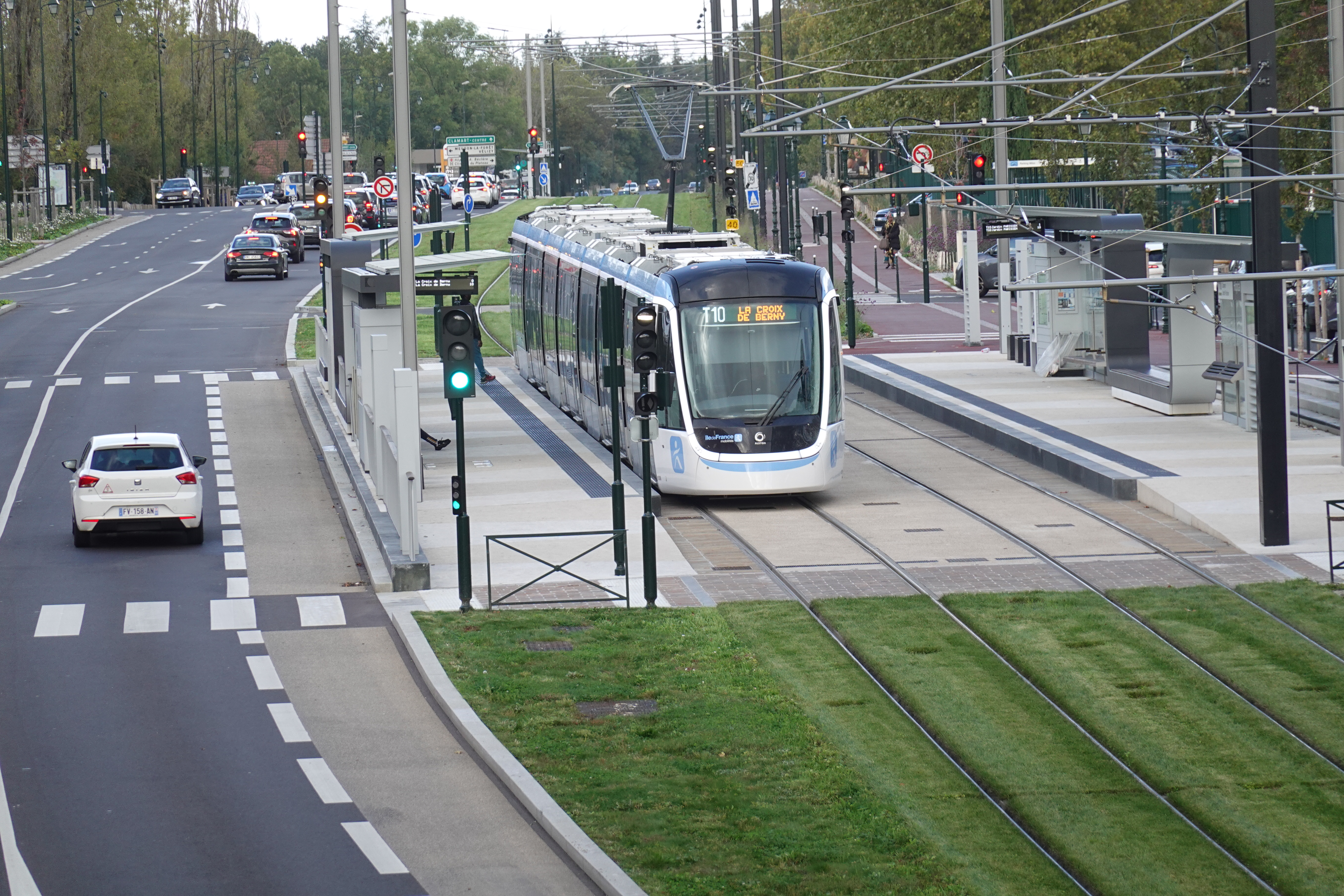
Лінія T10

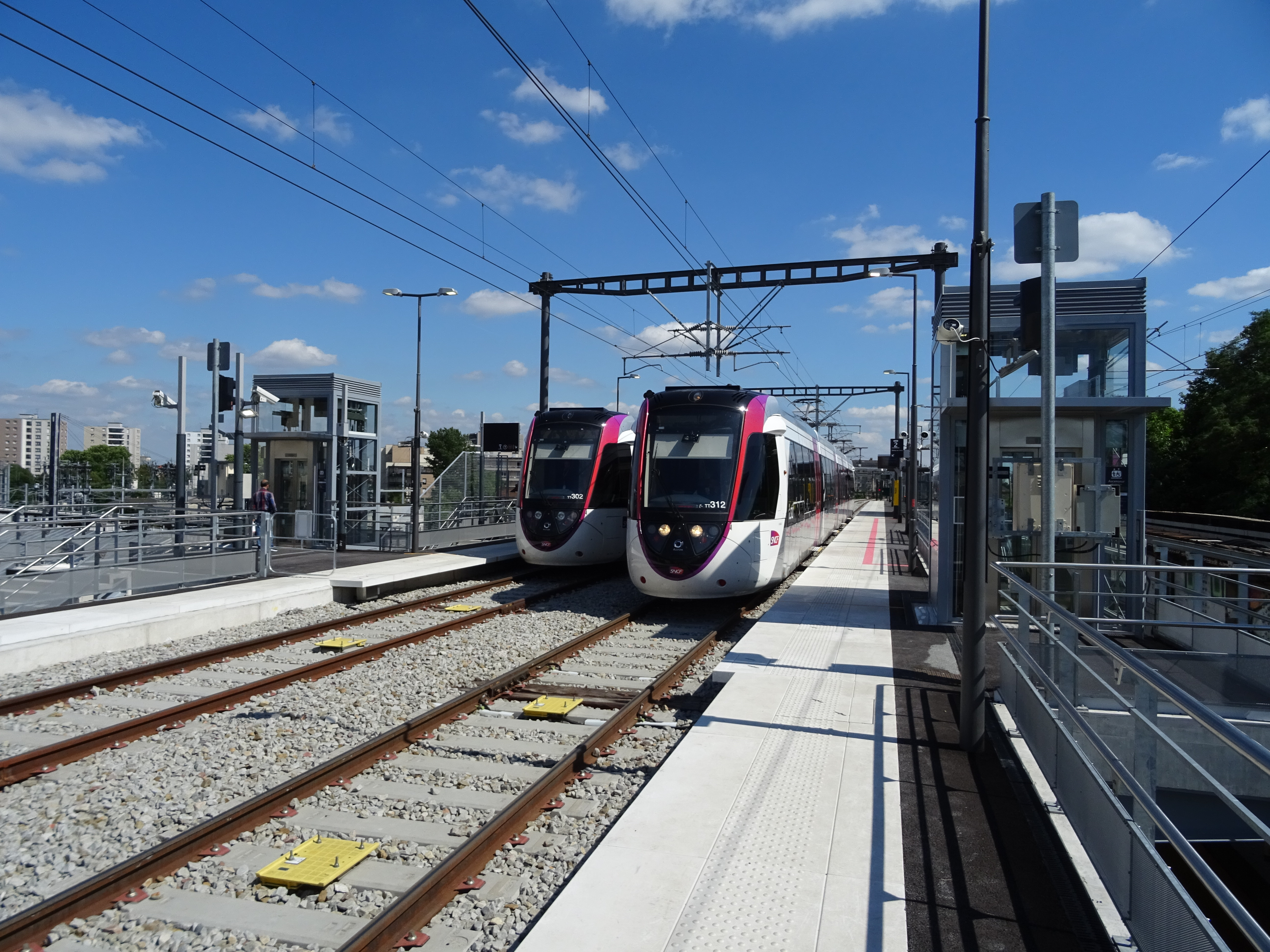
Лінія T11 Express

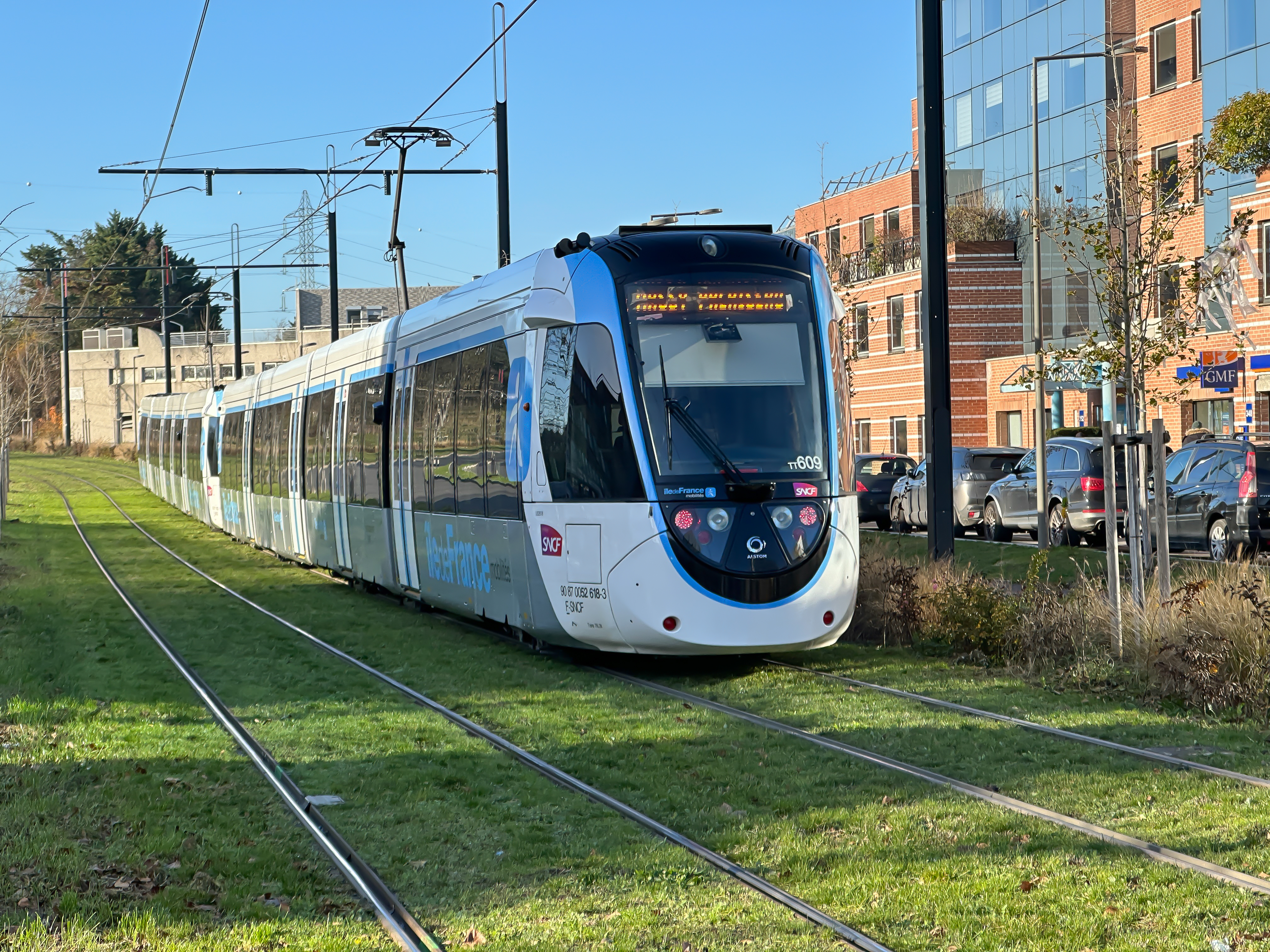
Лінія T12 Express

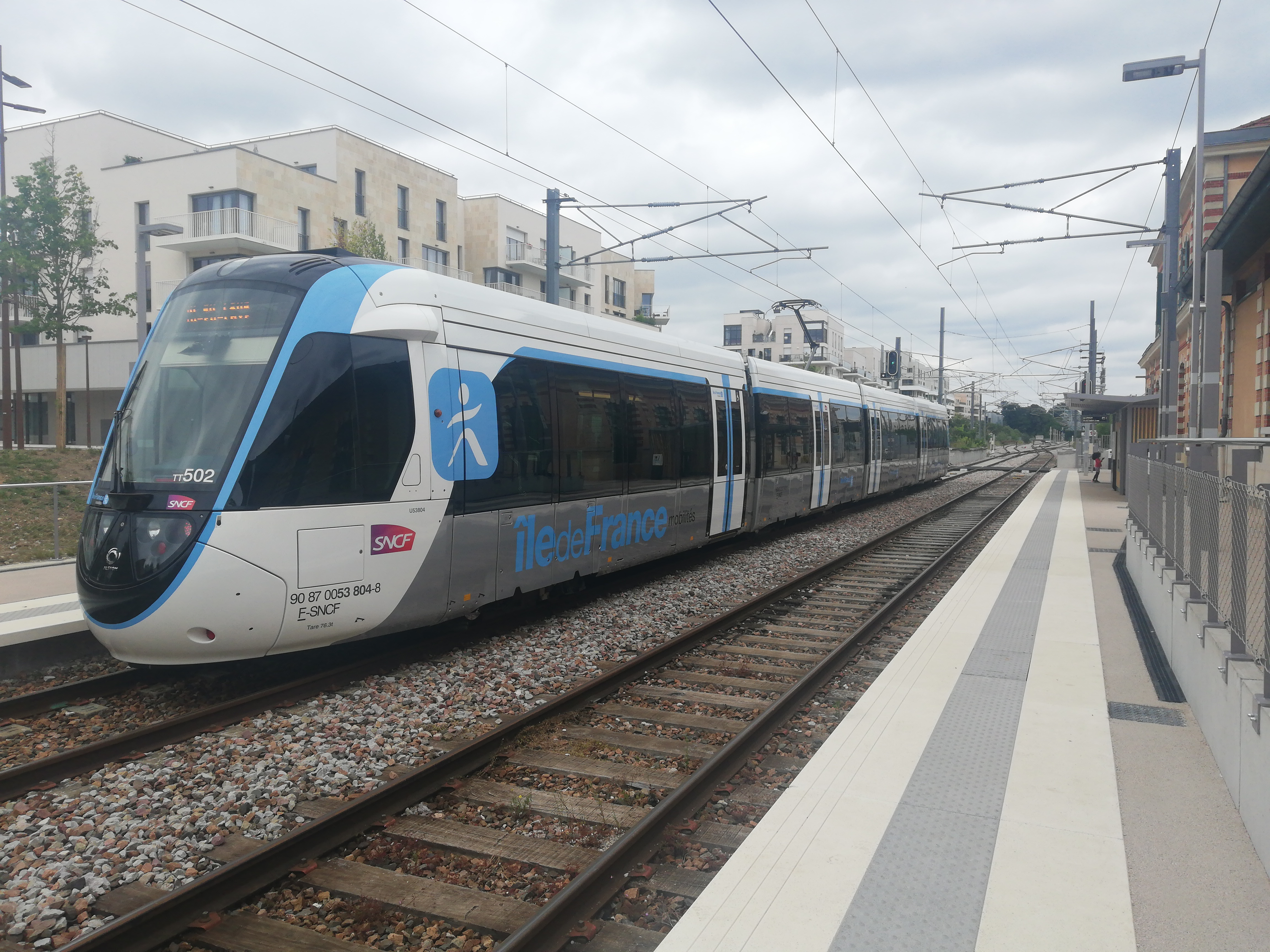
Лінія T13 Express

| Лінія                         | Відкриття | Довжина                 | Станції | Оператор | Колійна система | Технологія    |
| ----------------------------- | --------- | ----------------------- | ------- | -------- | --------------- | ------------- |
| Île-de-France tramway Line 1  | 1992      | 17,9 км (11,1 миля)     | 37      | RATP     | звичайний       | Трамвай       |
| Île-de-France tramway Line 2  | 1997      | 17,9 км (11,1 миля)     | 24      | RATP     | звичайний       | Трамвай       |
| Île-de-France tramway Line 3a | 2006      | 12,4 км (7,7 миля)      | 25      | RATP     | звичайний       | Трамвай       |
| Île-de-France tramway Line 3b | 2012      | 17,5 км (10,9 миля)     | 33      | RATP     | звичайний       | Трамвай       |
| Île-de-France tramway Line 4  | 2006      | 13,3 км (8,3 миля)      | 20      | SNCF     | звичайний       | Трамвай-потяг |
| Île-de-France tramway Line 5  | 2013      | 6,6 км (4,1 миля)       | 16      | RATP     | Translohr       | Трамвай       |
| Île-de-France tramway Line 6  | 2014      | 14 км (8,7 миля)        | 21      | RATP     | Translohr       | Трамвай       |
| Île-de-France tramway Line 7  | 2013      | 11,2 км (7,0 миля)      | 18      | RATP     | звичайний       | Трамвай       |
| Île-de-France tramway Line 8  | 2014      | 8,5 км (5,3 миля)       | 17      | RATP     | звичайний       | Трамвай       |
| Île-de-France tramway Line 9  | 2021      | 10,3 км (6,4 миля)      | 19      | Keolis   | звичайний       | Трамвай       |
| Île-de-France tramway Line 10 | 2023      | 6,8 км (4,2 миля)       | 13      | RATP     | звичайний       | Трамвай       |
| Île-de-France tramway Line 11 | 2017      | 11 км (6,8 миля)        | 7       | Transkeo | звичайний       | Трамвай-потяг |
| Île-de-France tramway Line 12 | 2023      | 20,4 км (12,7 миля)     | 16      | Transkeo | звичайний       | Трамвай-потяг |
| Île-de-France tramway Line 13 | 2022      | 18,8 км (11,7 миля)     | 12      | Transkeo | звичайний       | Трамвай-потяг |
| Île-de-France tramway Line 14 | 2025      | 9,945 км (6,180 миля)   | 5       | Stretto  | звичайний       | Трамвай-потяг |
| Загалом                       | Загалом   | 196,55 км (122,13 миля) | 282     |          |                 |               |

### Лінія T1
Лінія T1 сполучає Аньєр-сюр-Сен і Женвільє з Нуазі-ле-Сек, прямуючі майже паралельно північній межі Парижа. 
Відкрито в 1992 році від станції RER Сен-Дені до станції паризького метро Бобіньї — Пабло Пікассо, де розташовані офіси префектури департаменту Сена-Сен-Дені
. 
Східне розширення від Бобіньї до Нуазі-ле-Сек завершено у 2003 році, тоді як західне розширення до Аньєр-сюр-Сен і Женвільє, де є пересадка на західне відгалуження лінії 13 Паризького метро, відкрито у 2012 році. 
Розширення до Нантера планується на заході, на сході — у напрямку Монтрей, потім до Валь-де-Фонтене, де планується пересадка на RER.

### Лінія T2
Лінія T2 (Транс-Валь-де-Сен) сполучає міст Безон (фр. Pont de Bezons) зі станцією метро Порт-де-Версаль (біля головного виставкового центру Парижа) через ділові райони Ла-Дефанс та Іссі-ле-Муліно. 
Відкрито в 1997 році між станціями Ла-Дефанс та Іссі — Валь-де-Сен, використовуючи колишню лінію SNCF — Муліно, яка закрита для регулярного руху поїздів в 1993 році. 
Трамвайна лінія T2 була вперше подовжена на південь у 2009 році, від Іссі — Валь-де-Сен станції до Порт-де-Версаль, потім на північ у 2012 році від Ла-Дефанс до Пон-де-Безон.

### Лінії T3a і T3b
Лінія T3 (фр. Tramway des Maréchaux) — перша сучасна трамвайна лінія, яка фактично прямує власне Парижем. 
Поділена на дві частини, які називаються T3a та T3b, розділених на зупинці Порт-де-Венсен, щоб не перекривати там дорожній рух, попри наявність і роботу залізничної та електричної інфраструктури. 
Лінія має цю назву, оскільки прямує бульварами Маршалів, серією бульварів, які оточують Париж уздовж колишнього Тьєрського муру, побудованого в 1841-44 рр. 
Усі бульвари, за трьома винятками, отримали назви від маршалів Наполеона.
T3a сполучає станцію RER Пон-дю-Гарільяно на південному заході XV округу з Порт-де-Венсен на північному сході XII округу. 
T3b сполучає Порт-де-Венсен зі станцією метро Порт-де-ла-Шапель у XVIII окрузі, а з 24 листопада 2018 року із Порт-д’Аньєр (XVII окрузі).

Планується розширення на захід у напрямку до Порт-Дофін (XVI окрузі), але на середину 2020-ї зупинено розширенням на захід лінії RER E.

### Лінія T4
Лінія T4 — 8-кілометрова розгалужена трамвайна лінія з 11 зупинками 
, 
яка сполучає станції RER Бонді та Ольне-су-Буа. 
Відкрита 18 листопада 2006. 
На відміну від інших трамвайних ліній в Іль-де-Франс, лінія T4 обслуговується SNCF. 
Нове відгалуження цієї трамвайно-потягової лінії, що прямує на схід до Монфермея, відкрито у 2020 році.

### Лінія T5
T5
— трамвай на шинах Translohr
, 
який курсує вздовж переважно окремої «колії» на жвавій національній трасі 1 
(подібно до систем у Нансі чи Кані), де він замінив колишні автобусні лінії 168 і 268 
Має 6,6 км колії 

обслуговує 16 зупинок 
 
між Сен-Дені, П'єрфіт-сюр-Сен, Сарсель і Гарж-ле-Гонесс. 
Має пересадку на T1 на південній кінцевій станції Марше-де-Сен-Дені і на станцію Гарж-Сарсель RER D на своїй північній кінцевій станції. 
Лінія T5 відкрита в липні 2013 року. 

### Лінія T6
Т6 — 14-кілометрова (8,7 миль) лінія трамвая Translohr на шинах, яка обслуговує 21 станцію, від станції Transilien Вірофле — Правий берег до станції метро Шатійон — Монруж (південна кінцева лінії паризького метро 13), через Велізі-Віллакубле. 
1,6 км найзахіднішої частини лінії (через Вірофле) знаходиться під землею, в єдиному тунелі, що перетинає місто з півдня на північ і має дві кінцеві зупинки, кожна під двома залізничними станціями міста, Рів-Гош (лінії C і N) і Рів-Друат (лінія L). 
Більша частина нинішньої лінії було відкрито у 2014 році, а підземну секцію — у 2016 році. 
Вона замінила автобусну лінію 295, яка стала переповненою та надто повільною для належного використання, а також кілька колишніх ліній Kéolis, що курсували через Велізі.

### Лінія T7
T7 — 11,2-кілометровий маршрут, який обслуговує 18 станцій 

між Вільжуїф — Луї Арагон (південно-західна кінцева станція 7-ї лінії паризького метро) та Атіс-Монс, через міжнародний ринок Рунжі та аеропорт Орлі. Відкрито у 2013 році 
, 
щоб дозволити додаткове залізничне сполучення з Парижа до аеропорту Орлі та замінити перевантажену автобусну лінію 285.
Решту цієї автобусної лінії також планується замінити майбутнім південним продовженням трамвайної лінії 7 у напрямку до залізничної станції 
Жувізі-сюр-Орж.

### Лінія T8
T8 — трамвайна лінія довжиною 8,46 км, яка раніше була відома як Tram'y через Y-подібну форму, прямує від станції метро Сен-Дені — Порт-де-Парі до Епіне-сюр-Сен — Оржемонт, з відгалуженням до університетського містечка Віллетануз, де є пересадка на лінію T11. 
Також планується розширення на південь, до самого Парижа, на станції RER Роза Паркс. 
Будівництво лінії почалося в 2010 році; відкрито у 2014 році. 
Дата відкриття південного розширення ще не встановлена. 

### Лінія T9
T9 — трамвайна лінія, яка прямує між станцією паризького метро Порт-де-Шуазі та центром Орлі завдовжки 10,3 км і має 19 зупинок. 
Попри цифру індексу, відкрито після трамвайної лінії T11. 
Планується розширення на південь у напрямку Орлі.

### Лінія T10
T10 — трамвайна лінія від Кламара до станції Ла-Круа-де-Берні в Антоні в південно-західному передмісті Парижа. 
Відкрито у 2023 році, має довжину 6,8 км та тринадцять зупинок.

### Лінія T11
Перша «Експресна» трамвайна лінія паризької мережі — через повторне використання давно закритої залізниці Grande Ceinture лише з кількома станціями — лінія T11 є першою з трьох ліній, що охопить колишню залізницю Grande Ceinture, і згодом пропонує друге кругове залізничне сполучення навколо Парижа, чого паризькій системі громадського транспорту так не вистачало протягом десятиліть.
Лінія T11 відкрита у 2017 році між станціями RER Епіне-сюр-Сен і Ле-Бурже, це середня частина очікуваного повного маршруту між станціями RER Сартрувіль і Нуазі-ле-Сек. 
Цей повний проект маршруту зробить T11 першою трамвайною лінією, яка сполучить всі чинні лінії RER.

### Лінія T12
T12 — трамвайна лінія між станціями Еврі-Куркуронн (RER D) і Массі-Палезо (RER B і C) через станцію Епіне-сюр-Орж (RER C) довжиною 20 км і 16 зупинок. 
Ця лінія використовує відтінок залізниці між Епіне та Массі, який раніше обслуговував RER C. 
Планується розширення T12 далі на північний захід, у напрямку до Версаль-Шантьє, і також перейме лінію Transilien V між Массі та Версалем, якщо буде введено. 

### Лінія T13
T13 — трамвайна лінія між залізничними станціями Сен-Жермен-ан-Ле і Сен-Сір-л'Еколь (RER C і Transilien лінії N і U) через найзахіднішу точку Версальських садів довжиною 18,8 км і має 11 зупинок. Відкрито 6 липня 2022 р. Розширень не планується.

### Лінія T14
T14 — нова трамвайна лінія між Кресі-ла-Шапель і Еблі (лінія P Transilien) довжиною 9,945 км і 5 зупинками. 
Має бути відкрита 22 березня 2025
. 
Розширень не планується.

## TVM
Експлуатується автобусна лінія Транс-Валь-де-Марн, яка прямує у визначеному коридорі BRT (автобусний швидкісний транзит) і призначена для забезпечення високої місткості, швидкого автобусного транзиту на південний схід від Парижа в департаменті Валь-де-Марн. 
Обслуговує RATP на відміну від більшості приміських автобусних ліній. 
Попри те, що воно починається з Т, це не трамвай. Проте RATP вважає його частиною мережі T і наразі розробляє плани щодо додаткових ліній BRT.